# Kurt Herbert Halbach
Kurt Herbert Halbach (geboren am 25. Juni 1902 in Stuttgart; gestorben am 11. September 1979 in Tübingen) war ein deutscher Germanist, ordentlicher Professor für Deutsche Philologie und wirkte zuletzt an der Universität Tübingen.

## Leben
Kurt Halbach war ein Sohn des Kaufmanns August Halbach und der Emilie Halbach, geborene Rheinländer. Er besuchte das Eberhard-Ludwigs-Gymnasium in Stuttgart und studierte von 1920 bis 1925 Germanistik an den Universitäten Heidelberg, Köln, Kiel und Tübingen. Er wurde 1926 zum Doktor der Philosophie promoviert, war ab 1930 Assistent, habilitierte sich 1931 in Tübingen bei Hermann Schneider und wurde dort im selben Jahr zum Privatdozenten ernannt. Ebenfalls 1931 heiratete er Edelgard Schott. Halbach forschte zur frühgermanischen Philologie. Halbach war evangelisch, Mitglied im Stahlhelm, Bund der Frontsoldaten und wurde 1933 in die SA übernommen. Er wurde 1934 Mitglied im NSLB und im Reichsbund der deutschen Beamten. Nach Ende der Mitglieder-Aufnahmesperre der NSDAP beantragte er am 7. Juni 1937 die Aufnahme in die Partei und wurde rückwirkend zum 1. Mai desselben Jahres aufgenommen (Mitgliedsnummer 4.254.347).
Im Jahr 1939 wurde er außerplanmäßiger Professor an der Universität Tübingen. Von 1940 bis 1945 war er ordentlicher Professor für Ältere Deutsche Sprache und Literatur in Innsbruck, war aber 1939 zur Wehrmacht eingezogen worden und daher in Innsbruck nur für zwei Semester präsent. Nach Kriegsende kehrte er nach Tübingen zurück, wo er 1950 zum Professor zur Wiederverwendung ernannt wurde und 1955 eine Professur für Deutsche Philologie erhielt. In den Jahren 1953 und 1965 war er zudem als Gastprofessor der Universität São Paulo tätig. Kurt Halbach wurde 1967 emeritiert. 1970 erhielt er die Silberne Jubiläumsmedaille für Verdienste um die Universität Innsbruck.

## Schriften (Auswahl)
Schriftenverzeichnis in der Festschrift, 1972, S. 493–499
- Walther von der Vogelweide und die Dichter von Minnesangs Frühling. Kohlhammer, Stuttgart 1927; zugleich Philosophische Dissertation Tübingen 1926.
- Gottfried von Strassburg und Konrad von Wuerzburg : "Klassik" und "Barock" im 13. Jahrhundert; stilgeschichtliche Studie. Kohlhammer, Stuttgart 1930.
- Franzosentum und Deutschtum in höfischer Dichtung des Stauferzeitalters : Hartmann von Aue und Crestien de Troyes; Iwein-Yvain. Junker u. Dünnhaupt, Berlin 1939.
- Vergleichende Zeittafel zur deutschen Literaturgeschichte. Metzler, Stuttgart 1952.
- Frühneuhochdeutsche Epik. In: Wolfgang Stammler: Deutsche Philologie im Aufriß. 4 Bände. 1952–1959.
- Walther von der Vogelweide. B. Metzlersche Verlagsbuchhandlung, Stuttgart 1965; 3. Auflage ebenda 1973.